# Hammer-Hü
Das Hammer-Hü-Laufen ist ein Fastnachtsbrauch in Hamburg-Vierlande und in Hamburg-Marschlande. Er wird in Kirchwerder und in Ochsenwerder praktiziert. 
In der Fastnachtswoche gehen Kinder mit Leinenbeutel und Holzlöffel oder -hammer ausgerüstet von Haus zu Haus, um Süßigkeiten zu erhalten. Sie klopfen mit kleinen Holzhämmern o. Ä. an Haustüren oder dort angebrachte Holzbretter.

In den 1960er-Jahren sind die Kinder ohne Hammer oder Kochlöffel verkleidet losgezogen und haben nur gesungen. Da war in fast jedem Haus jemand zuhause. Es wurde auch eher „Homma Hü“ gesungen. Seitdem viele Häuser tagsüber leer sind, stellen Anwesende ein Brett zum Klopfen vor die Tür, damit deutlich ist, wo etwas zu holen ist. Deshalb wird auch das Lied bei Nichtöffnen der Tür nur noch selten gesungen.

## Liedtext
Der Ausdruck Hammer-Hü wird abgeleitet von dem Lied, welches die Kinder beim Klopfen singen:
Hammer, Hammer, hü,

giff mi ‘n lüttje Klü!

Lot mi nich so lange stahn,

ick mutt noch een Huus wieder gahn!

Een Huus wieder

wohnt de Snieder,

een Huus achter

wohnt de Slachter,

een Huus in de Mitt

wohnt de (dicke) Smitt.

Een Huus am Enn,

dor giff dat 'nen Pinn!"
Wird nicht geöffnet, oder gibt es keine „Klüü“ (Bonbons), rufen die Kinder erbost:
„Witten Tweern, swatten Tweern,

disse Olsch, de gifft nich geern!“

## Termine
Es gibt feste Termine für den Hammer-Hü-Lauf:
- Am Faschingsdienstag (Fastnacht) beginnen nach der Schule die Kinder östlich des Kirchwerder Landwegs.
- Am Aschermittwoch folgt der Teil Kirchwerders westlich des Landwegs.
- Zum Schluss laufen am Donnerstagvormittag die Kinder in Ochsenwerder. In ihrem Vers heißt es dann „Hammer-Hüt“, sinngemäß gereimt auf „Klüt“. Die Grundschüler haben an diesem Tag schulfrei.

## Belege
1. ↑  Zeitschrift des Vierländer Kultur- und Heimatvereins De Latücht:  Hammer-Hü für die Kinder (Memento des Originals vom 14. Januar 2016 im Internet Archive)  Info: Der Archivlink wurde automatisch eingesetzt und noch nicht geprüft. Bitte prüfe Original- und Archivlink gemäß Anleitung und entferne dann diesen Hinweis. (PDF; 1,7 MB). Ausgabe März 2007, S. 13